# Segunda campaña al sur de Chile
La Segunda campaña al sur de Chile fue un episodio de las Guerras de independencia hispanoamericana que tuvo lugar en el sur de Chile durante los últimos meses de 1818 y los primeros de 1819.
Si bien el balance global de la ofensiva fue positivo para los patriotas al derrotar el grueso de las fuerzas regulares realistas en el territorio, los patriotas fracasaron en su fin último: cerrar la Campaña de Chile. Las milicias realistas auxiliadas por los mapuches mantendrían la resistencia contra los patriotas hasta el fin de la guerra.

## Repliegue realista sobre Talcahuano

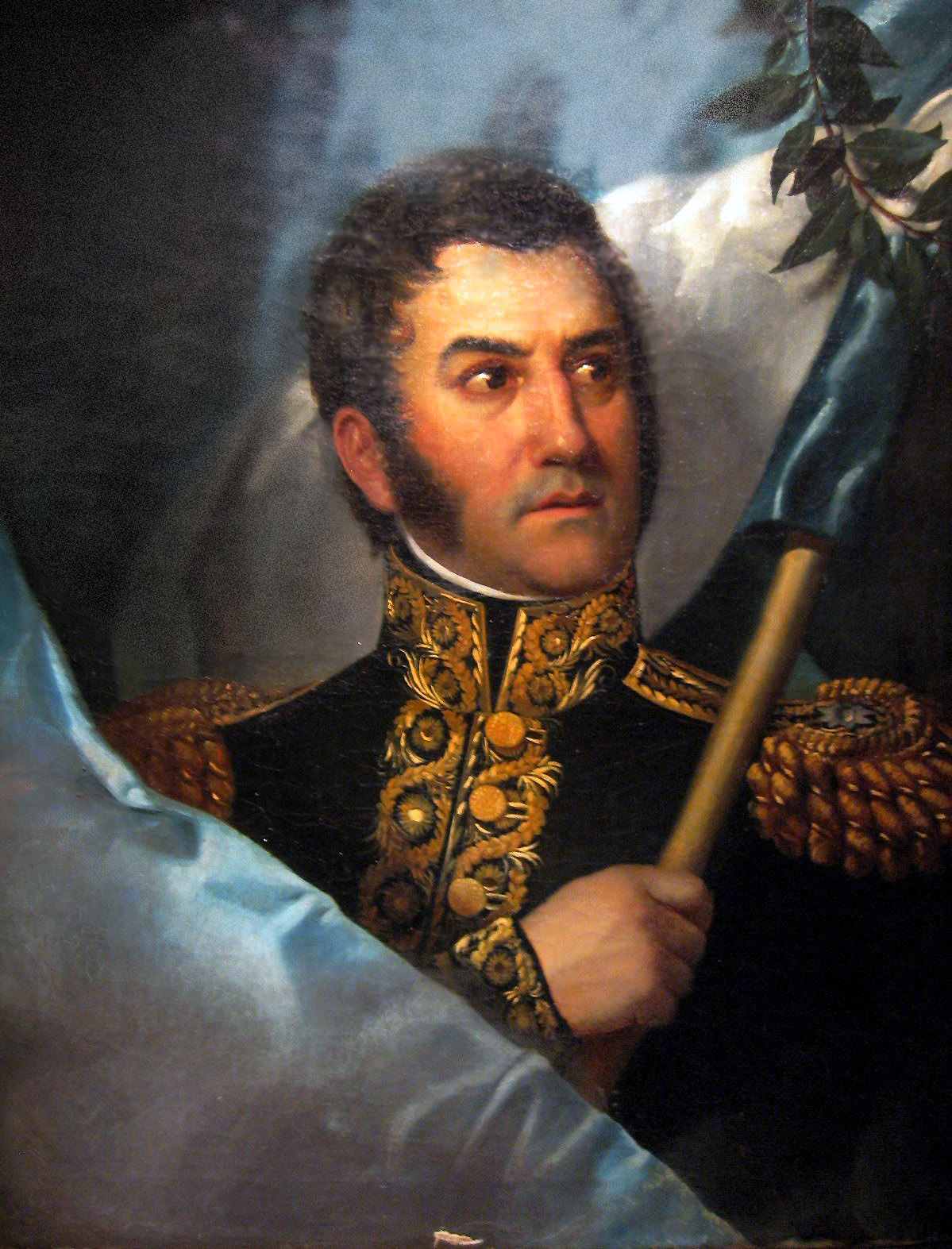
José de San Martín.

Tras la victoria del Ejército de los Andes al mando del general José de San Martín en la Batalla de Chacabuco (1817), los restos del ejército realista en Chile al mando del general José Ordóñez consiguieron reorganizarse en Talcahuano. Una primera campaña al sur al mando del general argentino Juan Gregorio de Las Heras consiguió vencer en la batalla del Cerro Gavilán pero el posterior sitio y asalto de Talcahuano comandado por el general francés al servicio de los patriotas Miguel Brayer fracasó y los realistas, reforzados con 2500 soldados enviados desde el Virreinato del Perú al mando de Mariano Osorio, consiguieron derrotar a los patriotas en la Batalla de Cancha Rayada (1818). Sin embargo, pocos días después San Martín derrotaba completamente a los realistas en la Batalla de Maipú asegurando así la independencia de Chile.
Victorioso en Maipú, el general José de San Martín regresó a Buenos Aires para impulsar los preparativos de la expedición libertadora del Perú y comprometer al gobierno argentino a contraer un nuevo empréstito de 500000 pesos para financiar la campaña. Confiando en resolver políticamente la rendición de los restos del ejército adversario teniendo en cuenta las pérdidas sufridas, enfrentando los primeros problemas políticos para la organización nacional y las dificultades económicas para llevar la guerra al Perú, considerando la época del año y la necesidad de afrontar un terreno cuya población era en buena medida hostil a la causa y amenazados por las tribus indias, leales a España, por segunda vez no se continuó la ofensiva sobre el sur hasta aniquilar a los adversarios de la independencia de América.
Por su parte, Osorio con unos 600 hombres había podido retirarse y entraba a Talcahuano el 13 de abril. Allí pudo reunir otros elementos que habían quedado en el sur y agregando milicias se hizo fuerte en Talcahuano y Concepción reuniendo 1200 hombres aunque solo la mitad con armas.
Osorio adelantó inicialmente a Chillán al coronel Juan Francisco Sánchez. Sánchez pasó luego a Los Ángeles, "la llave maestra de las fronteras" con los araucanos, donde "comenzó a disciplinar día i noche los reclutas que se juntaban en toda la línea del Biobio i aun mandó amansar potradas salvajes para sus jinetes".
En Florida, Sánchez se reunió con los caciques Calbulevu (Collico), Dumacan (Bureau), Antineu (Rinaico) y Coliman (Santa Bárbara) entre otros, comprometiéndolos a apoyar su causa.
Chillán quedó a cargo de Clemente Lantaño, quien "conocía todos los senderos de Chile que llevan a las guaridas dé los Andes, cuna i baluarte de montoneros".
El 21 de mayo de 1818 Lantaño envió un gran destacamento al mando del capitán Manuel Bulnes Quevedo, padre del futuro presidente, contra Parral exterminando a la reducida guarnición patriota, lo mismo que realizaba por Cauquenes otra partida realista.
Para el mes de julio "había llegado á juntar una fuerza de 2161 bombres de todas armas" que "no fue reputada suficiente para hacer una resistencia arreglada al enemigo i recibió por lo tanto la orden de evacuar aquella plaza i de pasar á Lima".
El 25 de agosto una junta de guerra confirmó unánimemente esa decisión y, tras desmantelar las defensas de Talcahuano, el 8 de septiembre "se trasladó Osorio al Callao con varios jefes, oficiales y soldados, encomendando al brigadier Sánchez la provincia de Concepción con alguna tropa del país; medida apenas concebible, no obstante de que Sánchez gozaba de ventajoso concepto entre nuestros aliados los araucanos, a cuyo territorio le había de ser preciso acogerse tan pronto como los independientes invadieran la mencionada provincia de Concepción"
Osorio llevaba con él a Lima unos 800 hombres, restos de las unidades destruidas en Maipú (183 del batallón del Infante, 196 del de Burgos, 145 del de Arequipa, 107 Dragones de Arequipa, 53 artilleros, 25 zapadores, 20 Guardias de Honor, marinos y material de artillería).
Quedaban en Chile al mando del coronel Sánchez, unos 1100 hombres pertenecientes a las unidades inicialmente chilenas de los batallones de infantería de Valdivia y Concepción, caballería de los Dragones de la Frontera y milicias locales, mandados por oficiales españoles, con excelente conocimiento del territorio pero indisciplinados y mal armados: sólo 408 estaban armados de fusiles y 114 de lanzas.
Los realistas controlaban aún Chiloé y Valdivia, así como buena parte de la provincia de Concepción. Su cuartel general estaba en Concepción (batallón de Valdivia) pero tenía fuerzas en Chillán (Escuadrón de Dragones de la Frontera, Escuadrón de Chillán, una compañía de Concepción y dos destacamentos de guerrillas), en Florida (milicianos de la Florida, de Rere, la infantería de Los Ángeles, un destacamento de Dragones de la Frontera, otro de infantería de Valdivia y dos piezas de artillería de montaña), en Los Ángeles (escuadrones 1° y 2° de milicias de La Laja) y partidas que recorrían los campos hasta las orillas del río Ñuble y del río Itata e incursionaban al norte de esos ríos.

## Nueva línea de defensa
Las instrucciones de Osorio preveían replegarse hacia el sur: "El valiente Sánchez quedó de gefe superior en Concepcion autorizado por el brigadier Osorio para engrosar su columna con nuevos reclutas i dispersos i para replegarse sobre la frontera de Arauco en caso de ser atacado por fuerzas mui superiores. A pesar del aturdimiento general i de los malos auspicios bajo los que se confiaba á aquel gefe el sosten de la campaña por aquel lado, no trepidó un momento en correr los nuevos i terribles riesgos que le esperaban. Con el apoyo que le prestó la siempre fiel provincia de Concepcion pudo reunir basta 1100 hombres i esperar con ellos la proxima llegada de 2000 que habían zarpado el ancla desde Cádiz en el mes de mayo".
En octubre arribaron a Talcahuano tres transportes de la expedición que convoyaba la fragata María Isabel. Las compañías del regimiento Cantabria que desembarcaron en Talcahuano a las órdenes del comandante Santalla y del primer ayudante Francisco Narváez sumaban 529 hombres, que Sánchez retuvo impidiendo continuaran su viaje a Perú, a pesar de la necesidad que el virrey Joaquín de la Pezuela tenía de ellas en el Alto Perú. Los otros transportes que venían en forma separada producto de una tormenta y la propia fragata María Isabel fueron sucesivamente capturados desde el 28 de octubre al 22 de noviembre de 1818 por la Primera Escuadra Nacional de Chile al mando del comandante Manuel Blanco Encalada.
Aunque así reforzado, las fuerzas al mando del coronel Sánchez superaban los 1600 hombres, el comandante realista juzgaba que "era sin embargo mui débil para resistir los ataques de San Martin si se dirigía sobre aquel punto con las tropas de que podia disponer".
Pese a sus temores "los realistas respiraron sin embargo todo el resto del año en el pequeno recinto de Concepcion por que estaban los enemigos ocupados en planes de mayor trascendencia (...) la invasión del vireinato de Lima con cuyo objeto i al parecer con el de recibir aplausos por sus victorias había pasado San Martin á la capital de Buenos Aires." O en palabras de otro historiador realista "Habían estado los insurjentes demasiado ocupados en la organización de su ejército i en el apresto de la espedición contra el Callao para que hubieran podido dirigir su atención hacia este único punto en que tremolaba todavía el pendon de Castilla. Trataban por otra parte de escusar nuevo combates hasta que hubiera regresado de Buenos Aires el caudillo San Martín."
Pero Sánchez consideraba la situación insostenible. Tras una junta de guerra, temiendo un desembarco patriota en Talcahuano cuyas defensas estaban desmanteladas y "reconociéndose este gefe demasiado débil para abrir una nueva campaña á causa de la falta de recursos é incomunicación con el Perú", Sánchez decidió pese a la oposición de muchos de sus oficiales peninsulares, entre ellos el teniente coronel Fausto del Hoyo, comandante de las fuerzas del Cantabria, y el coronel graduado Juan Loriga, evacuar Concepción y replegarse sobre Los Ángeles para reorganizar la defensa en concurso con los araucanos.
Si bien obedecía estrictamente las instrucciones dejadas por Osorio, "deseaba el virei Pezuela con la mayor ansia que Sánchez se mantuviera en la frontera de Arauco para entretener lac fuerzas rebeldes i paralizar por algún tiempo la ejecucion del proyecto de invadir el reino del Perú. Envió con este objeto toda clase de ausilios i las órdenes mas terminantes para que defendiese á toda costa el citado punto i aún había firmado ya el despacho de brigadier á favor del referido Sánchez cuando la segura noticia de aquella retirada hizo que se suspendiese la entrega de una gracia otorgada esencialmente para interesarle con más ardor en sus planes".
Las tropas en condiciones de combatir marcharían por la orilla norte del río Biobío mientras que los enfermos serían destinados a la defensa del fuerte de San Pedro y demás posiciones al sur del río.
La población de Concepción fue evacuada por completo bajo pena de ser considerada enemigos. La propaganda, especialmente de los religiosos realistas, impulsó a la población a no resistir la orden y seguir al ejército español en su retirada.
El coronel Pedro Cabañas, intendente civil de la provincia, hizo construir 9 grandes balsas que debían remontar el Biobío conduciendo a las familias, a los frailes y a las monjas Trinitarias de la Concepción, que se habían sumado al éxodo aconsejadas por el canónigo Usueta, provisor de la Inquisición.
Para atender a los gastos de la evacuación, se impuso a los propietarios de la región una contribución de una décima parte de sus bueyes, caballos y mulas.
El 14 de noviembre de 1818 Sánchez salió de Concepción con todos sus soldados (1600 hombres) y unos 700 civiles iniciando una lenta marcha hacia Los Ángeles.

## Ofensiva de Zapiola

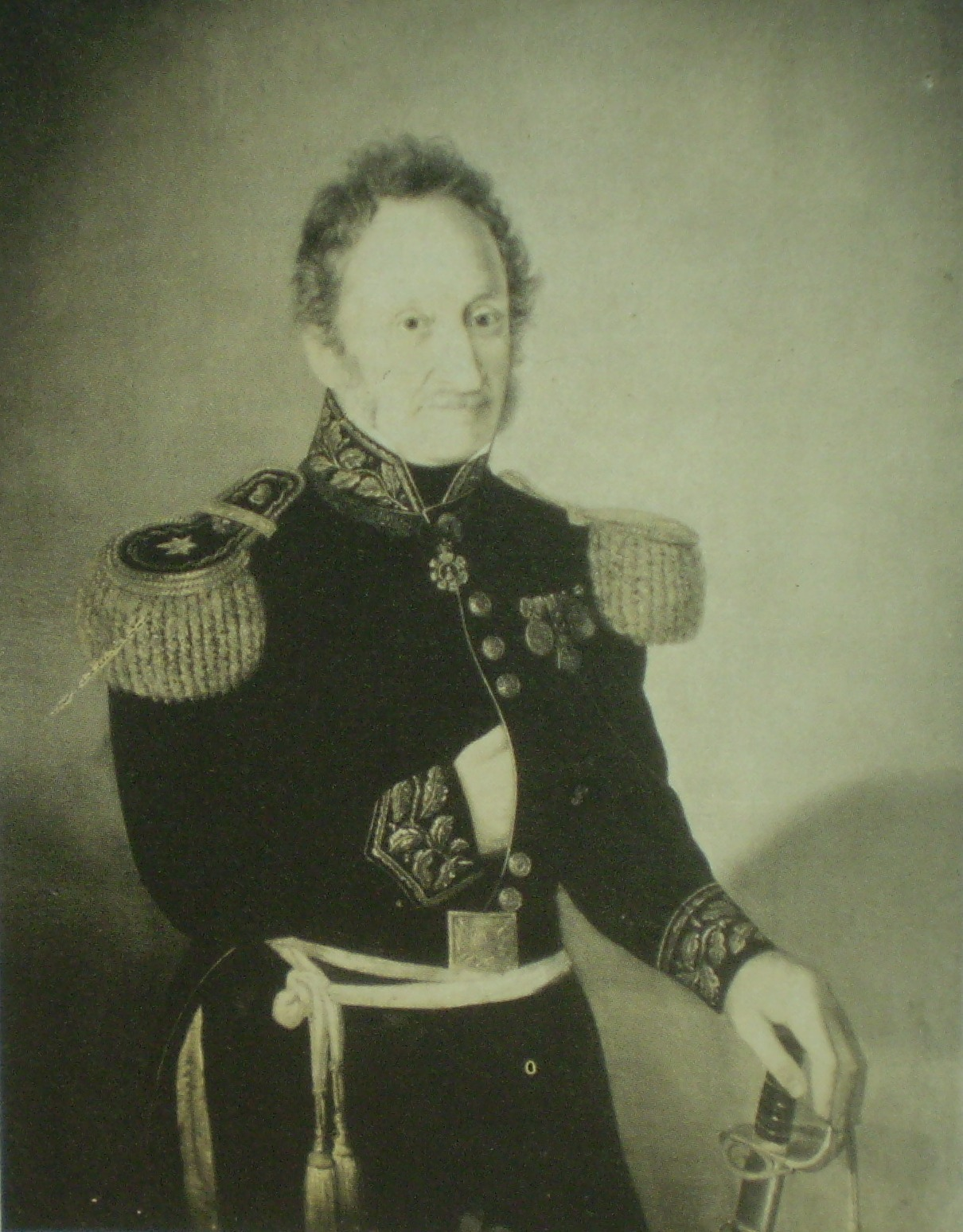
José Matías Zapiola.

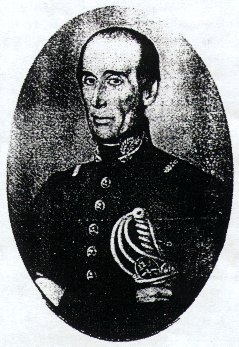
Miguel Cajaraville.

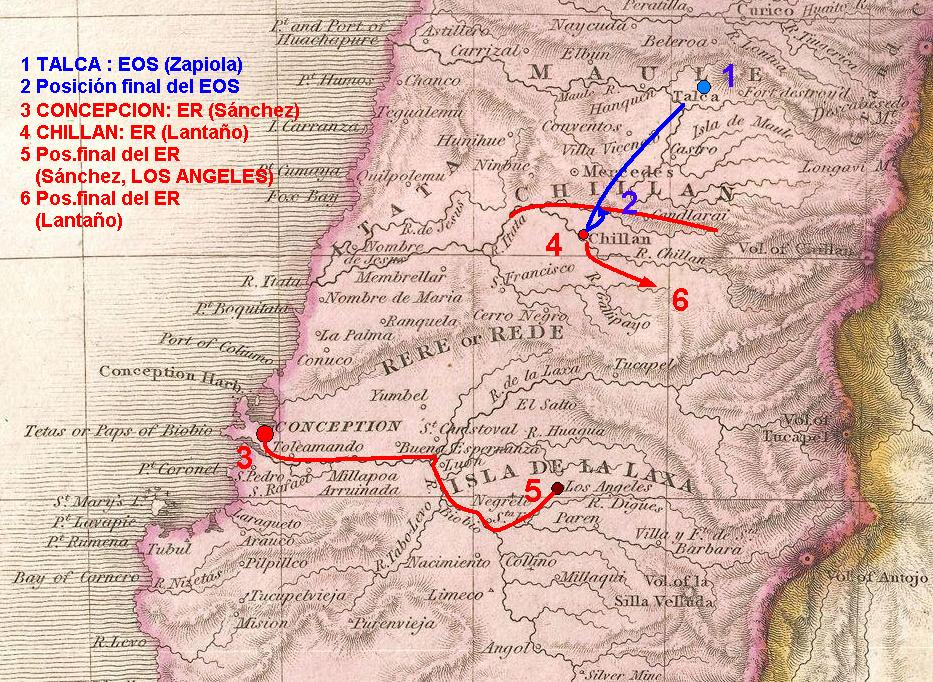
Ofensiva de Zapiola.

Dos semanas después de su victoria en Maipú, San Martín había destacado al comandante argentino José Matías Zapiola con 250 hombres del Regimiento de Granaderos a Caballo a Talca para que custodiara la línea del río Maule.
Tras las acciones iniciales ordenadas por Lantaño sobre la línea del Maule, Zapiola destacó a Miguel Cajaraville para reconquistar Parral lo que este realizó con éxito el 27 de mayo eliminando a sus defensores, entre ellos a Manuel Bulnes Quevedo. Por su parte, el teniente Juan Esteban Rodríguez rindió también otro destacamento realista en Quirihue, pero el frente permanecería estable. Ante el avance del frío y lluvioso invierno de la región, contando con fuerzas muy inferiores y una extensa línea que cubrir, Zapiola pidió refuerzos y paralizó sus operaciones. Dos meses después, Cajaraville efectuó una nueva incursión sobre la misma Chillán el 3 de julio, pero fue rechazado por Lantaño quien había acrecentado sensiblemente sus fuerzas con milicias reclutadas en la zona gracias a la prédica de los frailes franciscanos, por lo que nuevamente retrocedió a sus líneas.
En Santiago de Chile la noticia del arribo de la expedición Cantabria decidió al mando aliado a actuar: "Solo entónces llegó a comprenderse en los consejos militares de Santiago, en los que hacia inmensa falta a la sazón el jeneral San Martin ausente en Buenos Aires, la gravedad de la situacion i se preocuparon los ánimos en ponerle remedio".
Tras pasar el invierno con sus escasas tropas en Talca, a fines de septiembre Zapiola recibió finalmente refuerzos, incluido el Batallón de Infantería N° 3 de Chile. Autorizado finalmente a abrir la campaña, a comienzos de octubre cruzó el Maule y se situó en la villa del Parral, donde continuaba estacionada la vanguardia al mando de Miguel Cajaraville.
Sus instrucciones hacían hincapié en no arriesgar sus fuerzas y en esos términos tranquilizaba a su comandante:"Viva Ud. seguro de que no haré un solo movimiento que no lo caracterice la reflexion i la prudencia".
Consecuentemente, Zapiola permaneció en Parral hasta obtener información acerca de la situación del enemigo. Los primeros informes indicaban el desembarco de importantes fuerzas españolas en Talcahuano, pero al saber por sus espías su número real, cercano al de sus propias fuerzas, y conocer su estado por los prisioneros capturados por las batidas de la vanguardia, se puso nuevamente en marcha.

### Ocupación de Chillán
El 7 de noviembre dejó Parral al frente de los batallones n.º 1 de Cazadores de Coquimbo, al mando del coronel Isaac Thompson, el n.º 3 de Chile al mando del mayor Agustín López de Alcázar y dos escuadrones de Granaderos a Caballo al mando del teniente coronel Benjamín Viel, un total de 800 hombres, y tras tomar San Carlos el 8, el día 10 alcanzaba el río Ñuble. Encontrando destruida la lancha, demoró en vadear el correntoso río hasta el 12 de noviembre, lo que dio tiempo a que la guarnición realista de Chillán, 700 hombres a las órdenes de Clemente Lantaño, evacuaran la ciudad con su población dirigiéndose al sudoeste.
Tras dispersar una partida de guerrilleros realistas, Zapiola avanzó sobre Chillán que tomó en la madrugada del 13 de noviembre, mientras Lantaño alcanzaba ya el Río Diguillín.
Los rumores afirmaban que las bebidas dejadas por los realistas estaban envenenadas y los espías informaban que todas las fuerzas realistas se preparaban para converger sobre Chillán mientras la división Lantaño flanquearía por el este y tomaría la retaguardia patriota. Lo primero tenía poca verosimilitud pero no así lo segundo. El 15 de noviembre, Zapiola iniciaba un repliegue pese a la opinión en contrario de sus oficiales de Granaderos, entre ellos Manuel Olazábal y Federico Brandsen.
Al repasar el Ñuble una compañía de Granaderos fue atacada por guerrilleros sufriendo doce muertos y diez heridos. El 22 de noviembre Zapiola entraba a Parral, tras haber perdido cerca de cien hombres entre muertos y desertores.
Allí encontró instrucciones de Santiago de detener el avance y mantener la posición, hasta la llegada de un nuevo comandante. Como diría el historiador Isidoro Ruiz Moreno, "Esta separacion de un jefe querido y admirado continua en el misterio".
El resultado de la ofensiva de Zapiola había sido desastroso para los realistas. Sánchez tuvo noticias de la toma de Chillán el 15 y apresuró la retirada en medio de un gran desorden y numerosas deserciones, mientras destacaba partidas para recoger el ganado y observar a sus enemigos, partidas que saquearon la abandonada Concepción y la campaña.
Apenas llegó a Los Ángeles, volvió a reunir a los caciques, quienes ofrecieron contingentes de sus tribus destacándose Choyquian que comprometió 4000 hombres y 500 caballos. Domingo Salvo comisionó también al capitán Miguel Salazar para comprometer a los caciques Longuimay, Hueñiri, Millalem y Collico entre otros. Salazar cegado por el fanatismo llegó a decirles "que era necesario hacer una carnicería, sin perdonar a nadie, ni mujeres ni niños. El último de los caciques citados (...) le respondió que entre ellos no había cómplices para tamaños delitos y que cualesquiera que fuesen las circunstancias, la vida de las mujeres y los niños estaría segura".

## Ofensiva de Freire y Escalada

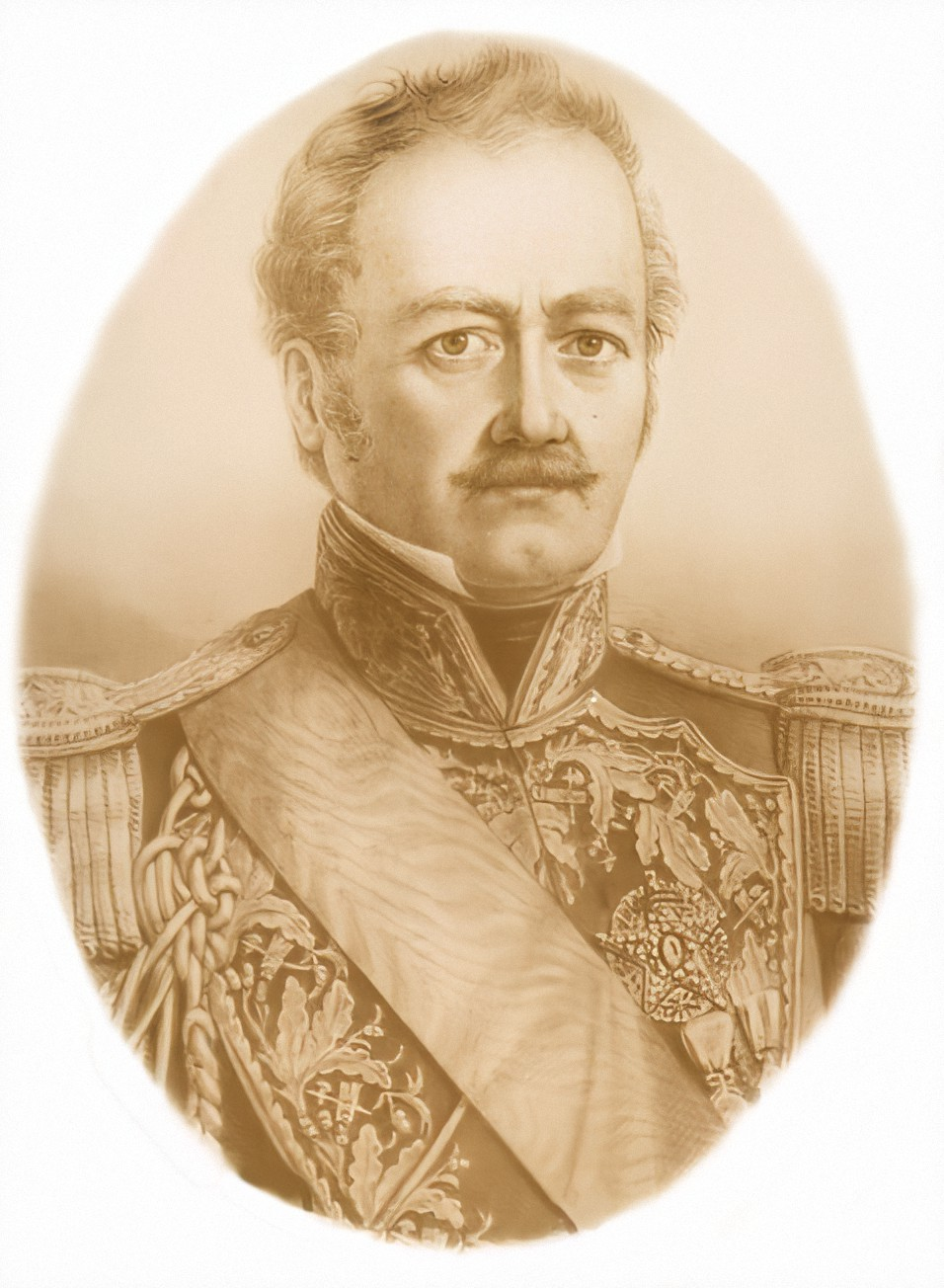
Ramón Freire.

Mientras en Santiago de Chile se preparaban los refuerzos para reanudar la campaña en el sur y se impulsaba el nombramiento de un nuevo comandante, se envió en tanto al coronel Ramón Freire como comandante en jefe de las fuerzas al sur del Maule e intendente de la provincia de Concepción, así como al teniente coronel Manuel Escalada como nuevo comandante de los Granaderos en reemplazo de Zapiola.
Freire tenía instrucciones de invitar al comandante realista a desistir de una resistencia inútil y enviar emisarios al sur del Biobío para ganarse a los indios. Para esas gestiones se contaba con el capitán realista Vicente Benavides, que había desertado tras la decisiva victoria patriota en la batalla de Maipú: "Los insurjentes que llegaron á traslucir la aparición del indomable Benavides en la capital trataron de interesarle en cu causa para emplear contra los realistas su brazo, sus relaciones i sus conocimientos en la provincia de Concepción".
Freire llegó a Parral el 24 de noviembre. Las tropas acantonadas, dos batallones de infantería, dos escuadrones de caballería y cuatro cañones, 1603 hombres en total. Las estimaciones de las fuerzas enemigas ascendían a más de 2000 hombres y los temores eran los mismos: un avance permitiría al enemigo flanquear y tomar la retaguardia cortando las comunicaciónes con Talca.
El 3 de diciembre Sánchez respondió la intimación de San Martín rechazando toda negociación y anunciando que no recibiría más emisarios.
El 19 de diciembre Freire y Escalada iniciaron su avance y el 20 ocupó San Carlos. Allí se le reunió el batallón de Cazadores de los Andes al mando de Rudecindo Alvarado. La noche del 23 de diciembre Manuel Escalada se adelantó con los Granaderos al Ñuble que vadeó en la mañana del 24 por el Dadinco. Escalada dividió sus fuerzas en tres escuadrones, al mando de Nicasio Ramallo, Benjamín Viel y Ángel Pacheco. Una compañía del regimiento al mando de Caravajille marcharía en vanguardia con los mejores caballos para forzar al galope el paso del río y sin detenerse arrebatar las caballadas en la orilla opuesta.
Lantaño, con 400 hombres de caballería, inició de inmediato su retirada formando en línea a un cuarto de legua tras la población, pero el destacamento de Granaderos al mando de Cajaraville atravesó el pueblo y dio alcance a los realistas. En la carga murieron 30 realistas, cayeron 20 prisioneros y se capturaron 60 caballos, armas y equipaje. Las pérdidas patriotas fueron de dos muertos y cuatro heridos. Escalada continuó la persecución tres leguas, pero agotados sus caballos, regresó a Chillán.
Esa tarde arribó el resto de la división patriota tras vadear por el balseadero de Cocharcas. Tras ser reforzado con el Batallón N° 1 de Chile al mando del teniente coronel Juan de Dios Rivera, las fuerzas del Ejército de Operaciones del Sud alcanzaban los 3385 soldados de las tres armas.

## Ejército de Operaciones del Sud

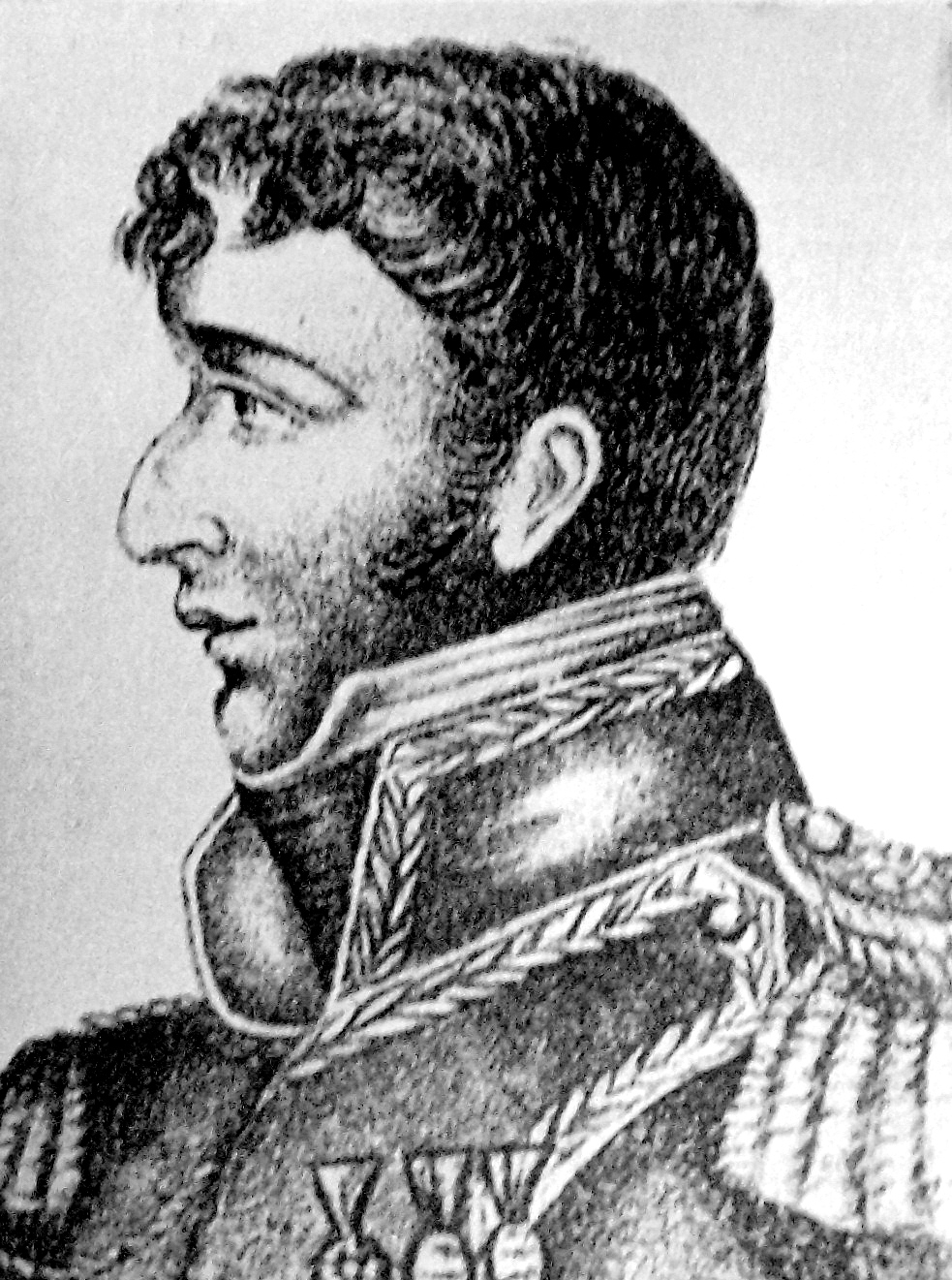
Antonio González Balcarce

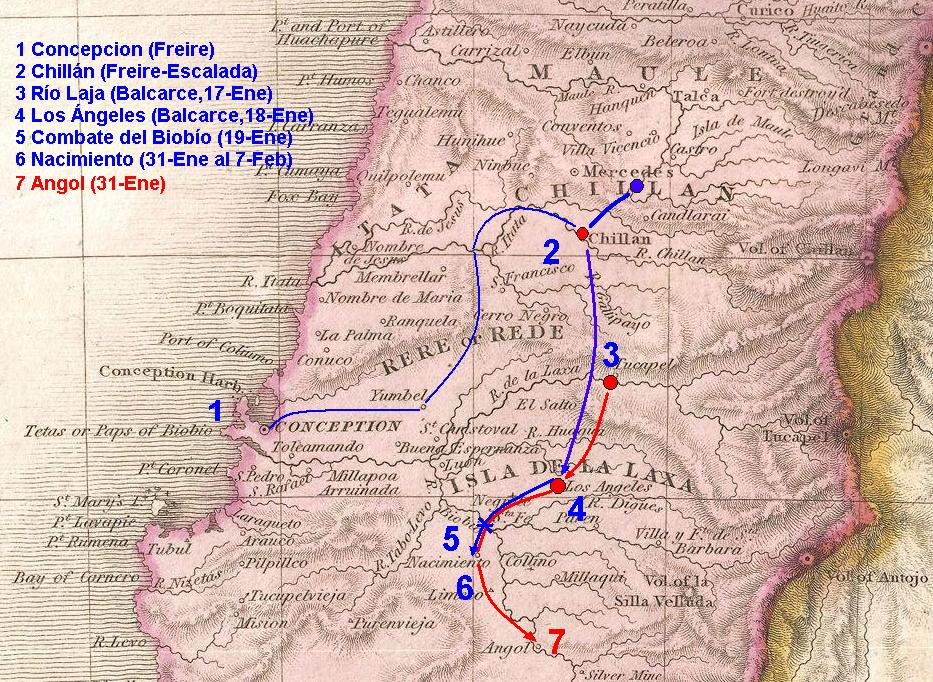
Ofensiva de Balcarce

El 26 de diciembre se hacía cargo del ejército del Sud el brigadier Antonio González Balcarce.
Si bien Balcarce era un buen comandante y tenía una larga y exitosa experiencia en la lucha por la independencia, no conocía "la topografía del sur de Chile ni el carácter de sus habitantes entre los que iba a presentarse como un estraño casi como un intruso. Por otra parte su salud mortificada por una cruel aneurisma a la que sucumbió en pocos meses apagaba sus brios i él además había sido quien aconsejara retardar las operaciones indicando que durante el invierno".
Sumamente enfermo, Balcarce tampoco pudo apoyarse en su jefe de Estado Mayor, el coronel Juan Paz del Castillo, venezolano recién incorporado a la Independencia de Chile, quien desconocía parte del teatro de operaciones y cuya actuación ha generado controversia.
El 29 de diciembre arribó otro batallón de infantería. Contaba con un ejército de 3385 efectivos de las 3 armas, compuesto del Regimiento de Granaderos a Caballo, Escolta Directorial, 8 piezas de artillería al mando del italiano Juan Fedro Macharratini, los batallones de infantería Cazadores de Los Andes, N°1 de Chile, N°1 de Cazadores de Coquimbo: y algunas fuerzas de zapadores al mando del ingeniero polaco capitán Pedro Kursky.
Balcarce se mantuvo inactivo dos semanas, esperando el resultado de la misión de Benavides, fuera la rendición o la disolución del ejército adversario por la deserción. Mientras, desplegó en guerrilla a los escuadrones de Granaderos, destacándose en las operaciones, entre otros, los capitanes José Félix Aldao, Juan Lavalle y Manuel de Olazábal.
Benavides había ya rendido servicios importantes a la causa patriota: "Benavides con efecto ya fuese por disfrazar mejor sus planes o verdaderamente porque hubiese llegado á ser alucinado pasó a servir al lado del general Alcázar que mandaba en aquella época la citada provincia de Concepción i aun se supone que se debió á los útiles consejos de este campeón la toma de la isla de Lajas i del fuerte del Nacimiento así como el resultado feliz de esta campaña". Pero ya en campo realista, mientras mantenía engañado al mando patriota entraba en realidad en tratativas con sus antiguos compañeros.
Mientras, Sánchez aprovechaba el tiempo que se le daba para concentrar sus fuerzas en ambas márgenes del río Laja, en el territorio conocido como Isla de La Laja.
El 14 de enero de 1819 se abrieron nuevamente las operaciones. Según el plan inicial, Freire con 200 jinetes pasaría el río Itata por el vado de Roble y tras reunirse con milicianos de Quirihue avanzaría a Yumbel para cortar al enemigo la retirada a la costa, mientras que un escuadrón de Granaderos a Caballo al mando de Viel y una división compuesta por las cuatro compañías de Granaderos de los cuatro batallones de infantería al mando de Brandsen marcharían rápidamente sobre el frente realista para impedir su retirada. Sin embargo a último momento, Balcarce cambió el plan ordenando avanzar toda la división y en vanguardia a los Granaderos al mando de Escalada y a los Cazadores al mando de Rudecindo Alvarado.
El 15 se inició el avance, y tras pernoctar en el caserío de San Javier, el 16 pasó los ríos Diquillín e Itata.
Perdida la sorpresa, Lantaño tuvo oportunidad de desplegar sus fuerzas al norte del río Laja defendiendo el vado. En la noche del 16 la vanguardia patriota se lanzó sobre un supuesto vado para cortar la retaguardia realista, pero engañada por los informes falsos pasó en su búsqueda hasta el amanecer. Detectada por Lantaño, los realistas cruzaron el río y se replegaron hacia Los Ángeles.
En la tarde del 17 el ejército patriota cruzó finalmente el río Laja sin resistencia alguna y acampó en las lomas cercanas, sin aprovechar para operar sin demora sobre Los Ángeles, donde reinaba la confusión ante el avance patriota.

## Ofensiva sobre el Bío Bío
Tras abandonar treinta cajas de municiones, armas y buena parte del bagaje, en la noche del 17 Sánchez evacuó la población e inició la retirada de sus tropas hacia el Biobío para cruzarlo por el vado de Santa Fe, donde tenía ya dispuestas varias grandes balsas. Marchaban a pie una multitud de 2000 civiles: las monjas de Concepción y mujeres del pueblo, ancianos y niños, llevando sus posesiones.
Avanzado el 18 la columna alcanzó el Biobío. Ese mismo día la vanguardia patriota, unos 50 Granaderos al mando del sargento mayor Benjamín Viel, ocupó Los Ángeles y al comprobar la retirada realista se lanzó en su persecución. Tras recorrer 14 leguas a marchas forzadas llegó al río donde Viel comprobó que el cruce ya se había iniciado y para entorpecer la operación, sin esperar al grueso, envió un mensajero pidiendo a Los Ángeles el urgente envío de fuerzas de infantería y lanzó una carga sobre un escuadrón de lanceros que guardaba la retaguardia enemiga poniéndolo en fuga. No obstante no siguipo avanzando ya que para hostigar a las tropas sobre la ribera debía bajar una colina elevada y cubierta de árboles, lo que sin infantería de apoyo implicaba arriesgar su escasa fuerza a una segura emboscada.

### Batalla del Biobío
Llegado Manuel de Escalada con el resto de la vanguardia, batió y dispersó a las partidas realistas que permanecían en la orilla derecha al mando del teniente Ramón Pauna, y desplegó sus tropas en una loma aguardando la llegada de los refuerzos, el batallón de Cazadores y una pieza de artillería a cargo del teniente José de Olavarría que arribaron al mediodía al mando de Rudecindo Alvarado, quien asumió el mando de las fuerzas patriotas.
Al llegar, muchos Cazadores hicieron pie y descendieron la colina abalanzándose sobre muchas familias que esperaban el cruce, robando sus equipajes y aterrorizando a los civiles que se precipitaron al río para ganar la otra orilla o al menos las islas que se formaban en su cauce.
Restablecido el orden en las filas patriotas, a las 14:30, bajo el fuego de la fusilería enemiga y de tres piezas de artillería situadas en la margen opuesta, Alvarado hizo avanzar sus tropas en dos cuerpos, la caballería por el flanco derecho y la infantería por el izquierdo, dejando una compañía de infantería en reserva y al cuidado de la impedimenta.
Mientras la infantería efectuaba una descarga a quemarropa y se entraba a bayoneta entre las filas realistas, cargó el Regimiento de Granaderos al mando de Escalada decidiendo la acción y arrojando al río a los sobrevivientes que sin retirada peleaban cuerpo a cuerpo desesperadamente.
Controlada la orilla tras una corta pero encarnizada y tenaz acción, las fuerzas patriotas se desplegaron y abrieron fuego de fusilería y con su único cañón sobre las balsas que transportaban a los últimos fugitivos, respondido desde la orilla sur por el fuego las tres piezas de artillería.
Gran parte de los civiles de todas las edades perecieron tratando de cruzar el río y sus equipajes quedaron desparramados en la costa. Los intentos de los granaderos de auxiliarlos bajo el fuego eran insuficientes y muchos perdieron la vida, entre ellos el abanderado de granaderos Eustaquio Bruix, que con un pequeño destacamento de Granaderos al mando de su hermano Alejo Bruix había entrado al río a socorrer a algunas familias abandonadas en un islote formado en un brazo del río.
Los patriotas sufrieron 20 bajas entre muertos y heridos, entre los primeros el teniente 2° de Cazadores Atanasio Matus y el mencionado Bruix.
Si bien evitaron su total destrucción, las bajas realistas fueron importantes. Quedaron en el campo de batalla 400 muertos, algunos oficiales y 106 prisioneros, un número considerable de heridos que se recogieron del campo de batalla, y 4 piezas de artillería de a 12, 2 de hierro y 2 de bronce. Un quinto cañón se perdió en el río. Perdió también armas, ganado y bagajes, todo irreemplazable en esas circunstancias. Sánchez continuó su marcha hacia el sur rumbo a la plaza de Nacimiento.
Asegurada la posición, el Regimiento de Granaderos a Caballo al mando del coronel Escalada cruzó el Biobío y desplegó partidas de reconocimiento. Una de ellas se encontró a una legua de la ribera con una división de 400 araucanos y tiroteándose en retirada envió parte a Escalada, quien ocultó sus tropas tras una colina. Los indios llegaron velozmente en su persecución al punto de la improvisada emboscada, en completo desorden y sin ver a los Granaderos, que aparecieron sobre la colina y cargaron sobre ellos. Después de una encarnizada lucha, los araucanos se retiraron perseguidos un largo trecho por los Granaderos, que perdieron 8 hombres entre muertos y heridos causando a los enemigos 40 muertos.

### Ocupación de Nacimiento

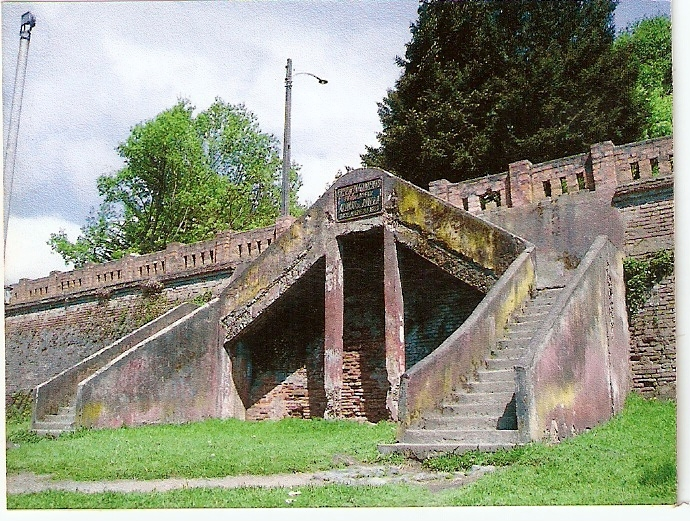
Fuerte de Nacimiento

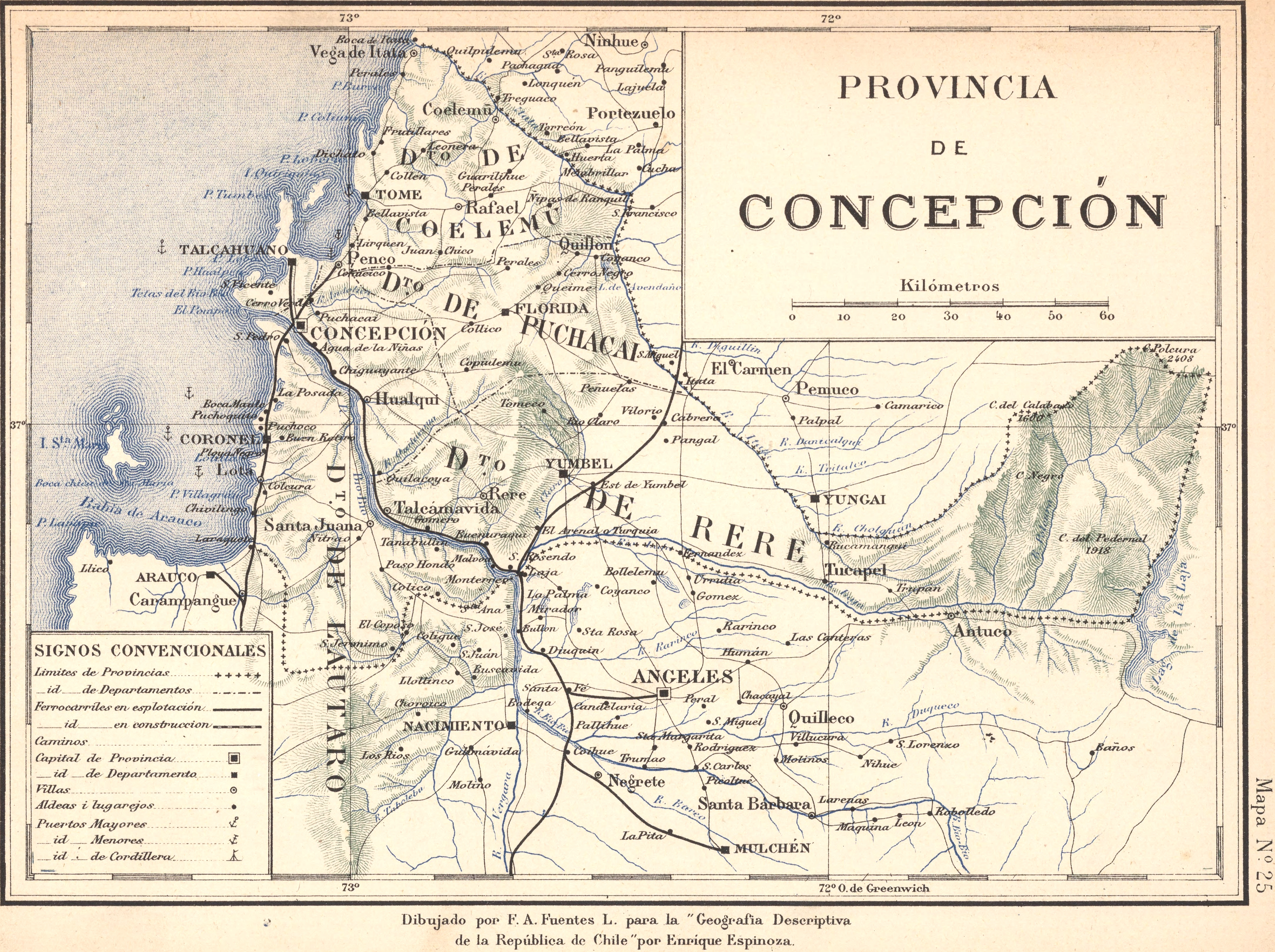
Provincia de Concepción (1895)

Balcarce continuaba en Los Ángeles, desde dio órdenes a Juan Paz del Castillo para la construcción de balsas en el riachuelo de Hualqui con madera que ya había hecho cortar en Chillán, pero la obra que se preveía realizar en cuestión de horas fue mal ejecutada y demoró la partida más de una semana.
El 20 de enero la infantería y la artillería patriota regresaron a Los Ángeles quedando sólo la caballería para concluir con los restos de las fuerzas realistas que dirigía el coronel Sánchez. Se sucedieron algunas guerrillas en que lanceros araucanos eran apoyados por tiradores españoles enfrentándose con los Granaderos que recorrían el frente.
Finalmente el 28 de enero se puso en marcha el grueso del ejército dejando en Los Ángeles un destacamento al mando de Isaac Thompson ante la amenaza de partidas de indios por el sur, arribando al río en la noche en medio de confusión; "Lo más curioso que había que ver era la confusión de nuestro jefe de estado mayor que quería engañar al enemigo con su marcha nocturna y ocultarle el punto por donde el ejército iba a pasar el río"
El 29 se efectuó el cruce y el 30 se puso en marcha hacia Nacimiento sin más oposición que una columna de indios que fue derrotada por los Granaderos.
En la mañana Sánchez había abandonado Nacimiento tras dar instrucciones a sus indios de dar fuego a los galpones que habían servido de cuarteles. La población fue ocupada a las 14:00 horas del 30 de enero por los Granaderos, quienes tras dominar el incendio que principiaba a extenderse, capturaron 6 cañones enemigos montados y abandonados, 5 clavados y uno de hierro de a 12 sin clavar, municiones, depósitos de tabaco y azúcar y casi todo el bagaje del enemigo.
El 31 Balcarce entró con el grueso de las tropas a la ciudad. Mientras, Sánchez proseguía su camino y tras sufrir el robo de todo el ganado que le quedaba (mil doscientos bueyes y vacas y doce mil carneros) por sus aliados indios, alcanzaba los llanos de Angol, sólo para continuar su retirada hacia el oeste y tras cruzar la Cordillera de Nahuelbuta, arribar el 2 de febrero a Tucapel donde "celebrada una junta de gefes á que asistieron los principales caciques i capitanes á guerra de los indios araucanos se acordó definitivamente la retirada á Valdivia dejando para ausilio i defensa de la frontera al capitán graduado del batallón de Concepción don Vicente Benavides con una división de 500 hombres del país". Sus fuerzas habían quedado reducidas a poco más de mil hombres, a los que podía sumar a los indios de la comarca.

## El fin de la campaña
Balcarce decidió no perseguirlos. En su parte manifestaba que lo hacía debido tanto al "fatal estado de la caballada con que cuento (pues sólo me han remitido ciento sesenta caballos de los mil que debían venirme) como porque sería mui peligroso internarme por montañas y estrechos desfiladeros, antes de poner a los indios de mi parte".
Por otra parte, Balcarce consideraba que el núcleo del ejército realista había sido aniquilado, sus condiciones logísticas eran deplorables, su moral baja y que las mismas dificultades mencionadas para arribar a Valdivia actuarían sobre la tropa en retirada asegurando su disolución.
El 6 de febrero, de acuerdo a lo decidido en la junta de guerra, Sánchez dividió sus tropas en dos columnas: una al mando de Benavides, compuesto de milicianos y guerrileros chilenos, permanecería el territorio hostigando al enemigo, mientras que la otra, compuesta en su mayoría de peninsulares, marchó al mando de Sánchez a Valdivia arribando a fines de marzo.
Confirmando en ese aspecto las previsiones de Balcarce, "cuando llegaron los realistas á la citada plaza de Valdivia á principios de marzo contaban escasamente con la fuerza de 550 hombres la mayor parte europeos i todos en el estado mas abatido de miseria i desnudez".
Balcarce estaba persuadido de que la retirada realista era general y la campaña estaba pacificada: "Yo supongo que lo enemigos quedaran muy pronto enteramente concluidos, sin necesidad de que se les persiga. Van sumamente faltos de municiones de guerra y de víveres. La subordinación y la moral del soldado se han perdido en terminos que ya ninguno obedecía".
Así, el 6 de febrero San Martín escribía a Bernardo O'Higgins incluyendo el parte de Balcarce: "Lleno de satisfacción, tengo el honor de incluir a V.E. copia certificada del parte en que se asegura la gloriosa conclusión de la campaña del sur".
Confiando en que la campaña estaba cerrada, San Martín pasó a Mendoza con el objetivo de mediar en la guerra civil desatada en el Litoral.

### Reorganización de las fuerzas patriotas
El 7 de febrero Balcarce comenzó a retirar sus fuerzas de Nacimiento, el 12 de febrero comunicó a San Martín su marcha a Santiago y el 15 concentraba sus tropas en Los Ángeles.
Balcarce envió al regimiento de Granaderos y al batallón de Cazadores a reunirse en Curimón con el ejército de San Martín.
En el territorio dejó en Los Ángeles al teniente coronel Isaac Thompson con el batallón n.º 1 de Cazadores de Coquimbo, 40 Granaderos al mando del teniente Manuel Alejandro Pueyrredón y cuatro piezas de artillería (un total de 300 hombres).
La guarnición de Los Ángeles se veía reforzada por milicias vecinas y algunos indios aliados de Santa Fe y otras reducciones vecinas.
A Concepción despachó para sumarse a las fuerzas del ahora comandante de la Frontera Ramón Freire a los batallones n.º 1 y n.º 3 de Chile respectivamente al mando del comandante Juan de Dios Rivera y del teniente coronel Santiago Díaz, (en total unos 600 hombres) junto al escuadrón de cazadores de la Escolta al mando de José María de la Cruz y 4 cañones de campaña a las órdenes del capitán Picarte.
En la estratégica posición de Yumbel, equidistante a las posiciones principales de Los Ángeles, Concepción y Chillán, Balcarce dejó al anciano brigadier Pedro Andrés del Alcázar con una compañía de cazadores a caballo al mando del capitán Luis Ríos. Alcázar tenía el mando político de la zona si bien con sujeción a Freire.
En la plaza de Chillán permaneció una pequeña división de caballería miliciana sostenida por guerrillas volantes y un destacamento de infantería del Batallón N° 3 al mando del capitán Pedro Nolasco Victoriano.
Completaban el dispositivo pequeñas guarniciones en Talcamávida, frente a Santa Juana, al mando del guerrillero José Santos Astete, y en San Pedro, a las órdenes del capitán Pedro Agustín Elizondo, así como partidas volantes que recorrían el territorio.
El 17 de febrero Balcarce se puso en marcha a Santiago:"Balcarce dio por terminada la campaña y retiróse a Santiago con las tropas argentinas y la muertre en el corazón: el que alcanzó el primer laurel de la revolución argentina y el último de las campañas libertadoras de Chile, tenía sus días contados.
Así terminó la que se ha llamado la campaña final del sur de Chile, que mejor conducida pudo dar mejores resultados. No fue, empero, la última, pues la lucha a muerte de partidarios, indios y bandidos se prolongaría por tres años más en aquel teatro de continuo guerrear desde la época de la conquista. Pero para los efectos de la independencia de Chile y de la América, la campaña estaba terminada, pues cuadraba el territorio que la república ocuparía por medio siglo más, y permitía disponer de los recursos del país pacificado para realizar la expedición libertadora del Perú, y esto es lo que buscaba San Martín. Lo que quedaba por hacer era una guerra de mera policía."

### Comienzo de la Guerra a Muerte
Mientras en la Cordillera de los Andes, en la provincia de San Luis estallaba una sublevación de prisioneros realistas, sangrientamente reprimida, y las noticias de la gran expedición española que se disponía a partir de Cádiz hacia el Río de la Plata amenazaba con obligar al ejército de los Andes a regresar a su patria, y mientras en la cordillera de Talca los hermanos Prieto iniciaban un levantamiento contra el gobierno, al sur del Biobío el movimiento realista se reiniciaba a pocos días del repliegue.
Pronto, las posiciones de Thompson y Freire empezaron a quedar aisladas, cortadas sus comunicaciones por los montoneros de Cumpeo que respondía a Benavides.
Hasta el final Balcarce estuvo convencido de la lealtad de Benavides y recomendó a Thompson y a Freire seguir utilizando sus servicios: "Vicente Benavides, que me ha dado noticias importantes durante el tiempo de la permanencia del enemigo en Nacimiento, se encuentra en Angol reuniendo dispersos que andan en los bosques y cordilleras y procurando atraer a los indios a nuestra amistad".
Pero los indios nunca se sumarían a la causa patriota. Sólo en las reducciones situadas al norte de los Llanos el cacique Juan Colipí y en la parte meridional de los Llanos Venancio Coñoepán, cacique principal de Lumaco, eran aliados de los patriotas. Entre los pehuenches, sólo el cacique Melincan.
La mayoría de las tribus apoyaron a Benavides. Los principales caciques araucanos que sostuvieron su causa fueron Güerchunquir, Lencapí y Martín Cheuquemilla. Los indios Boroa, vecinos de la Imperial, acaudillados por su cacique Curiqueo, también se pronunciaron por la causa realista. En los Llanos, hizo lo propio el cacique principal Francisco Mariluan, pensionado por el rey. En las sierras, el jefe de los Huilliches, Mañil Bueno sumó sus fuerzas. Incluso entre los pehuenches, los caciques Martín Toriano, Juan Neculman y Chuica se pronunciaron por la defensa de la causa del Rey.
No eran ajenas las relaciones que tenían con los principales hacendados de la zona, muchos de los cuales se beneficiaban del producto de los malones que se efectuaban al este de la Cordillera. Los pehuenches "obedecían a las sugestiones de un famoso hacendado de Rere que había levantado bandera negra contra la Patria el titulado coronel don Vicente Antonio Bocardo. Como los dos Urrejola, como Lantaño, los dos Seguel i otros hacendados mas o menos influyentes en las campañas de Concepción i de la goda Chillan vieja, Bocardo se había alistado desde nuestras primeras guerras en las filas realistas. Bocardo se había constituido en verdadero toqui cristiano de los pehuenches, como Benavides lo era de los costinos, Mariluan de los llanistas i Mañil Bueno de las tribus huilliches".
Pronto, Benavides contaba bajo su mando directo más de doscientos milicianos en Arauco, a los que se sumaban fusileros del Cantabria, un destacamento de milicianos al mando de los Seguel en Playa Negra (60 hombres), y otro al de Bocardo, Zapata, los lenguaraces Pedro López Francisco y Tiburcio Sánchez en Santa Bárbara (80 hombres), a los que se sumaban los indios de lanza acompañando sus movimientos.
Ante los avisos del comandante de milicias Gaspar Astete, a cargo de un destacamento en el pueblo de Rere, de que tropas realistas amenazaban reocupar el puesto de Santa Juana, Freire envió 50 infantes del Batallón N° 1 a cargo del teniente José Antonio Riveros, que reunido con un destacamento de 60 milicianos de caballería, cruzaron el Biobío en la mañana del 20 de febrero y batieron y dispersaron una fuerza de 150 hombres mal armados y ocuparon Santa Juana.
Aun sabiendo que estaba rodeado de fuerzas superiores, Rivero permaneció en la plaza. El 21 de febrero fue atacado por una columna de 100 fusileros y 200 milicianos de caballería al mando de Benavides. Rivero y 27 de sus hombres fueron tomados prisioneros, otros 20 murieron al intentar cruzar el río y sólo otros tantos pudieron llegar a salvo a Talcamávida. Ese mismo día un destacamento realista maniobraba cerca de Concepción y se tenían noticias de la presencia de fuerzas enemigas en Chillán, por lo que Freire pedía a Santiago urgentes refuerzos.
Rápidamente la situación de la frontera se agravó, especialmente en el territorio de la Isla de la Laja donde el levantamiento se hizo general. El área estaba a cargo del comandante Thompson que permanecía acantonado en el pueblo de Los Ángeles.
El mismo 21 de febrero, mientras Rivero era derrotado en Santa Juana, Thompson recibió noticias de que una partida numerosa de indios se dirigía al Biobío para destruir las balsas que los patriotas tenían en Negrete, por lo que al anochecer envió un destacamento de 50 fusileros Batallón 1 de Coquimbo al mando del capitán graduado Ramón Romero y un reducido destacamento de Granaderos al mando del joven alférez Manuel Alejandro Pueyrredón.
Al amanecer del 22, al alcanzar las márgenes del río en Mesamávida, en las inmediaciones de Negrete, el reducido contingente patriota fue emboscado y rodeado por 400 fusileros españoles del Batallón Cantabria y cientos de indios. El destacamento de caballería echó pie a tierra y formó junto a la infantería que formaba en cuadro. Repelida la infantería enemiga, una carga de los indios consiguió romper la formación y exterminar a la infantería patriota. Los pocos granaderos sobrevivientes montaron e intentaron romper la línea enemiga en tres oportunidades hasta que todos cayeron. Sólo sobrevivieron aunque gravemente heridos el teniente Pueyrredón y tres soldados que fueron dados por muertos y recuperados luego por sus compañeros entre los cadáveres.
Sería el fin de la participación del glorioso regimiento de Granaderos en la Campaña del Sur. En palabras de Pueyrredón: "Allá hemos recorrido las grandes montañas de la derecha del majestuoso Biobío, las fértiles costas del Arauco y Tucapal, subido hasta la Imperial, atravesado los grandes bosques de robles que elevan sus copas en las nubes, los manzanares silvestres que embriagan a los indios con su chicha, la gran cuesta de Villagrán, donde el célebre conquistador venció al heroico Caupolicán, las montañas de Angol, magnífico país, donde la naturaleza desplegó su esmero".
La población de la campaña, afecta a la causa realista, en buena medida por la prédica de los religiosos, engrosó rápidamente las filas realistas y el 23 de febrero una fuerza de 3000 hombres de caballería sitiaba el fuerte de Los Ángeles. Detrás de sus muros de piedra se refugiaban los fusileros del batallón n.º 1 de Cazadores de Coquimbo y los pobladores. El espacioso fuerte contaba con un foso exterior y cuatro bastiones defendidos con 4 pequeños cañones. Los ataques fueron rechazados pero el sitio se mantuvo en medio de una lluvia incesante. Ya acuciados por la escasez de municiones y víveres el 10 de marzo resolvieron efectuar una salida general, pero en ese momento vieron dispersarse a los indios ante el avance del coronel Alcázar que a la cabeza del escuadrón de cazadores de la escolta venía de Yumbel en su auxilio.
Posteriormente Freire no consideró importante mantener el puesto e instruyó a su jefe militar Alcázar que marchara a incorporársele en Concepción. Benavidez atacó esa división en su repliegue al frente de millares de indios y cristianos. La tropa formó cuadro y se sostuvo hasta que consumió toda su munición, luego de lo cual se rindió previa promesa de respetar sus vidas, Faltando a ella, el mariscal Alcázar y el gobernador de Los Ángeles fueron atados a un árbol y torturados hasta morir, siendo lanceados los oficiales, quintados los suboficiales y diezmados los soldados. Al resto Benavídez los incorporó a sus tropas y marchó sobre Chillán.
El 31 de marzo Benavides ejecutó a los prisioneros que no se habían pasado a sus fuerzas y al parlamentario enviado por Freire, el teniente 1° Eugenio Torres. La Guerra a Muerte estaba en su apogeo.